# Flateyri

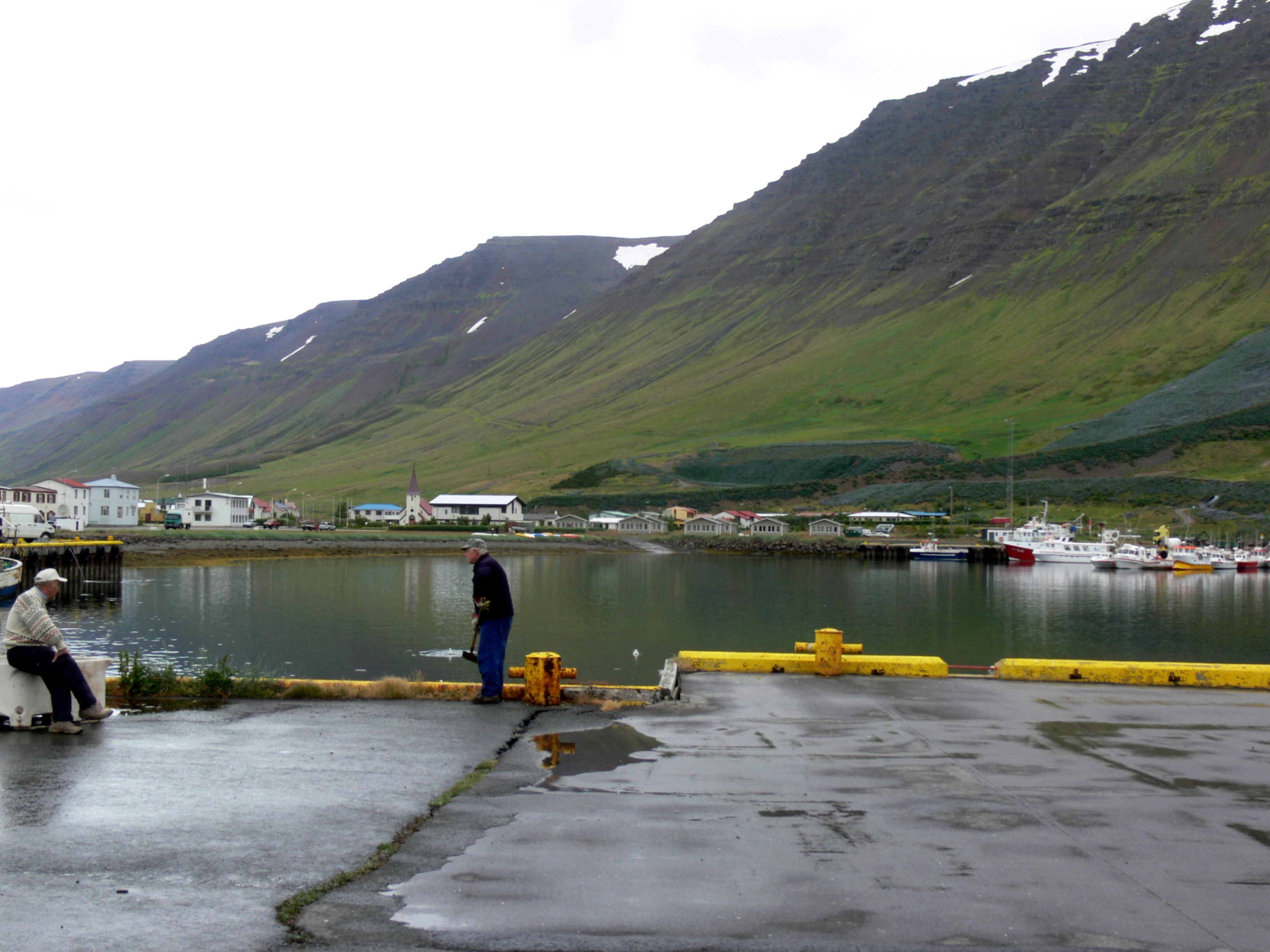
Flateyri

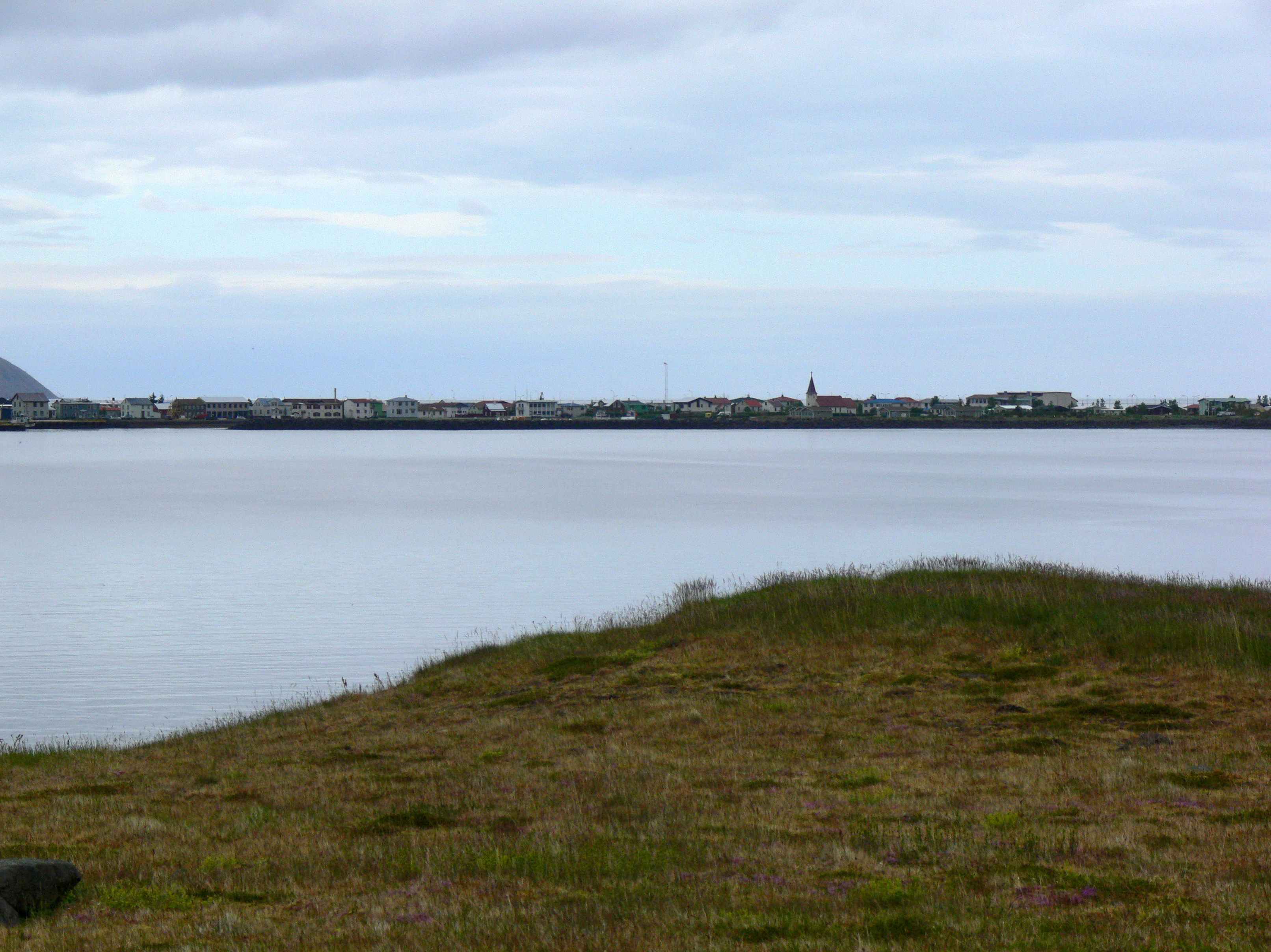
Flateyri im Önundarfjörður

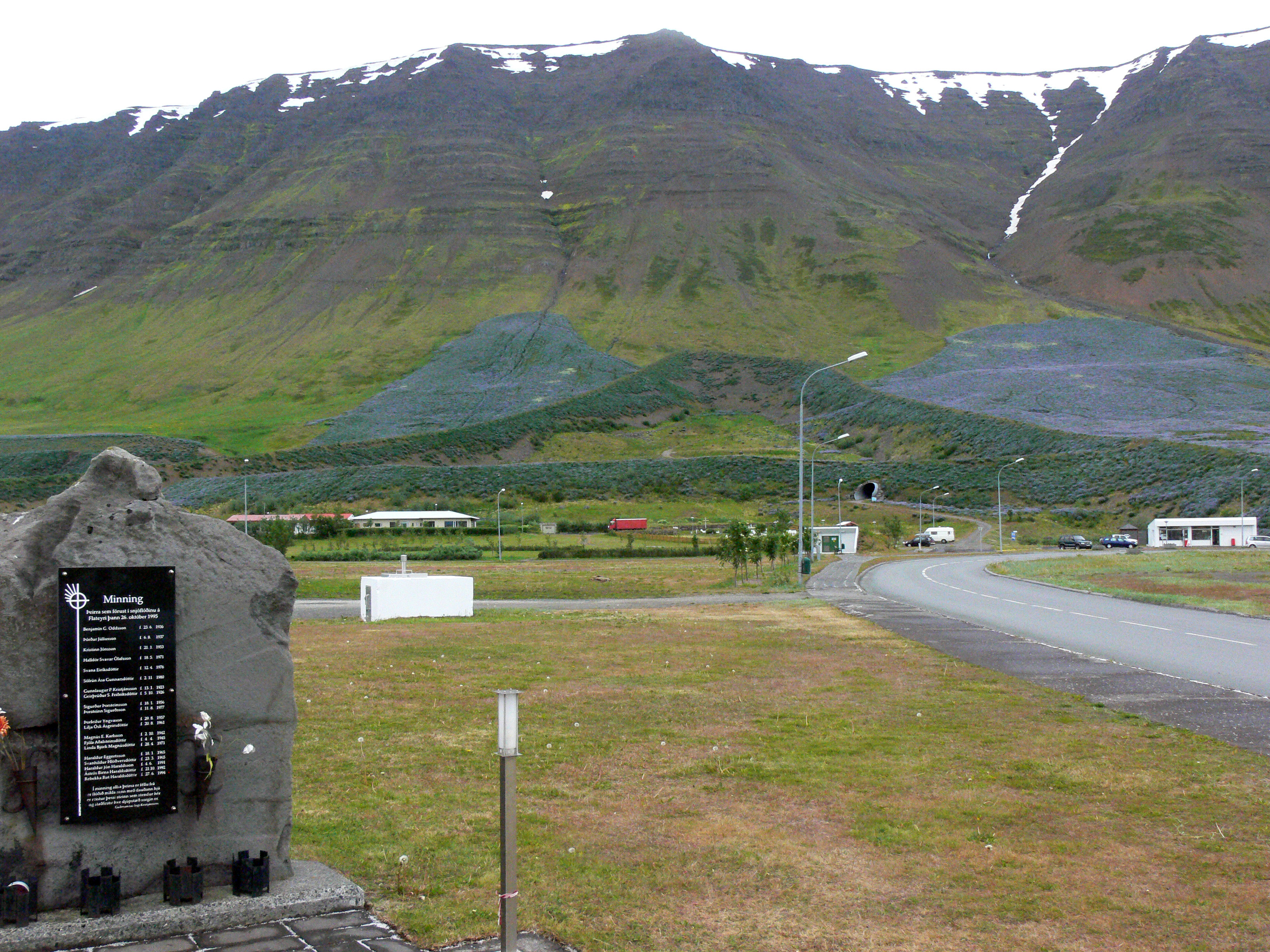
Links die Gedenktafel für die Lawinenopfer, hinten die neuen Lawinenverbauungen. An den Seiten Lupinen

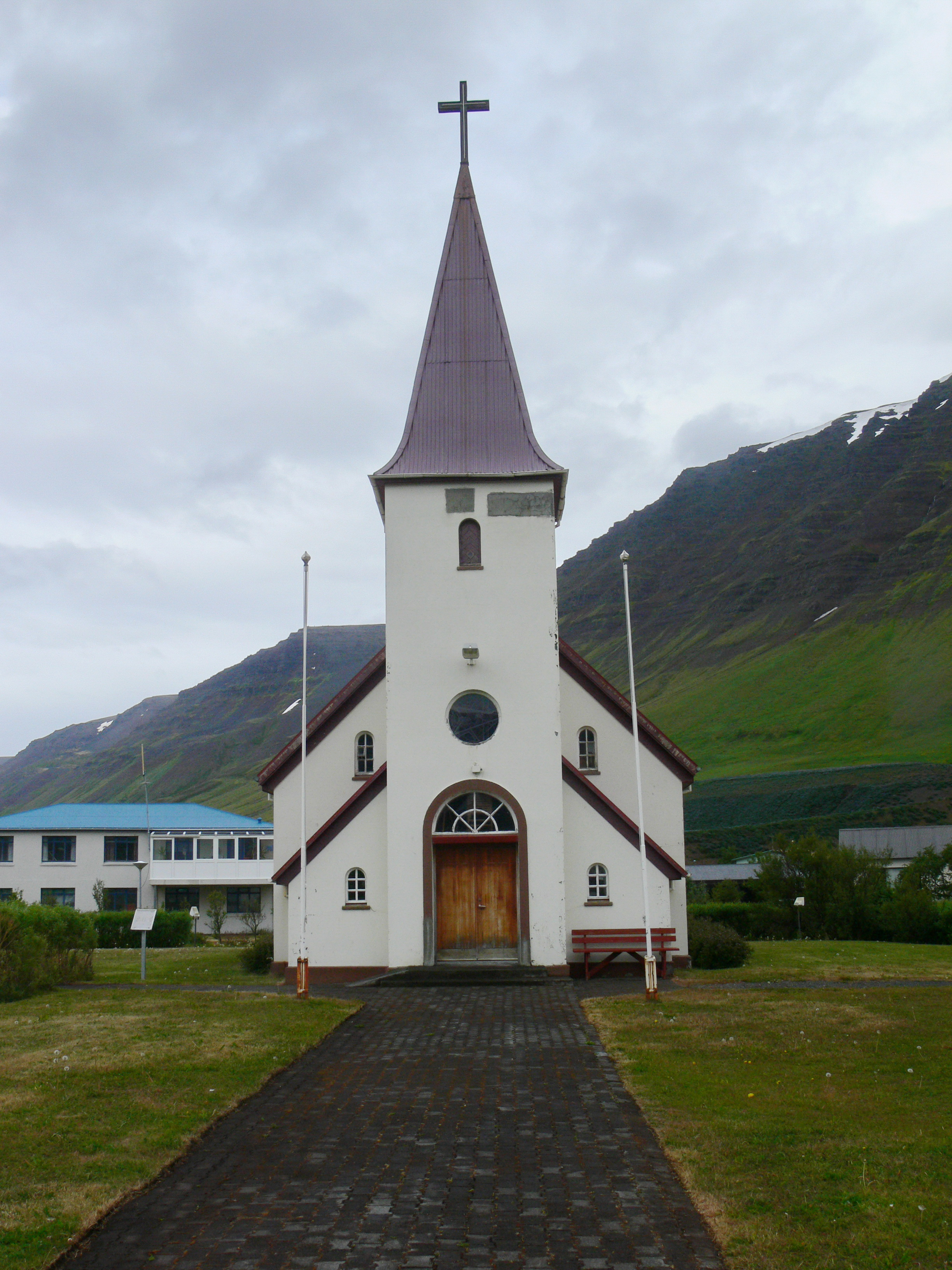
Flateyrarkirkja

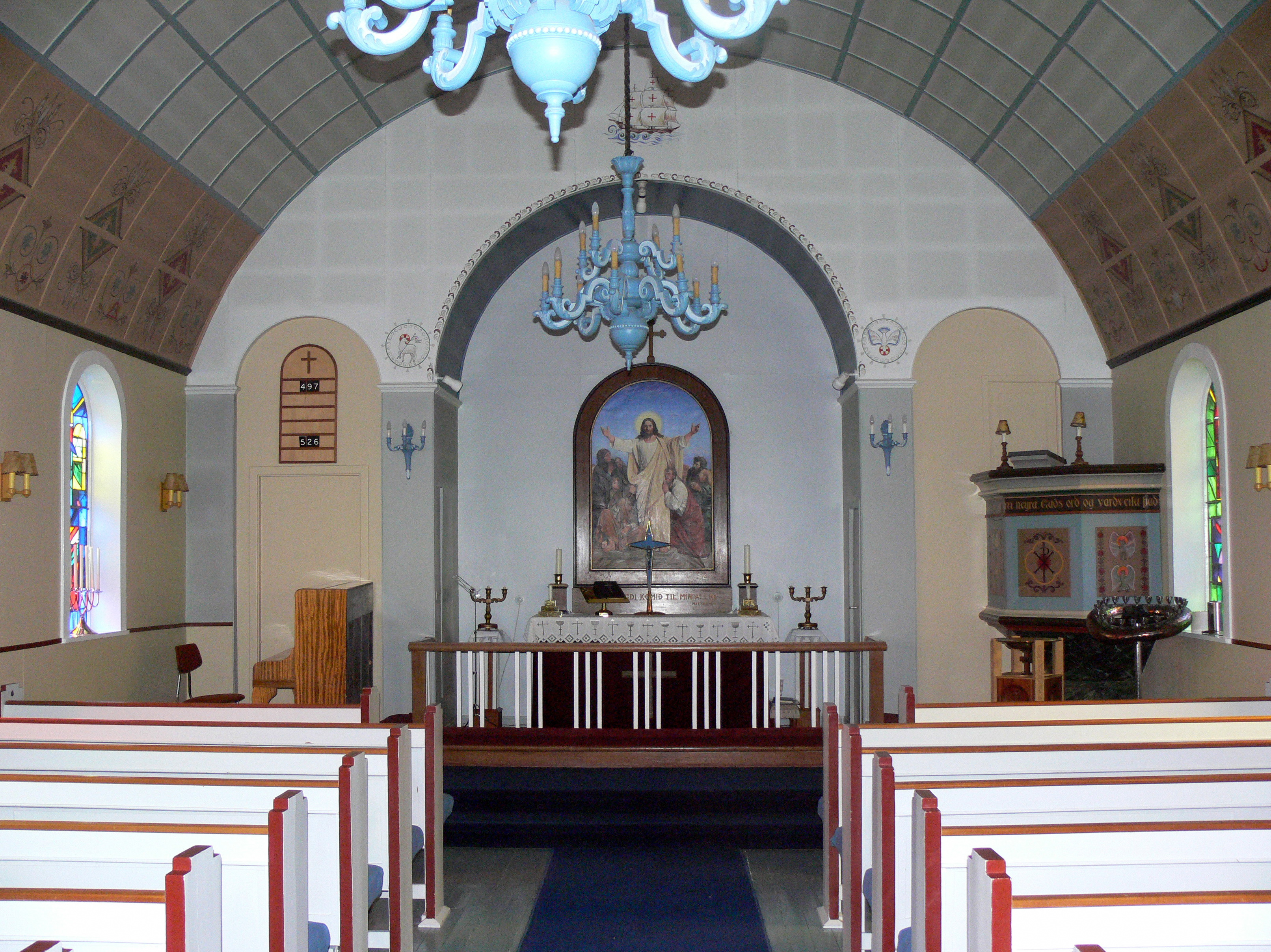
Flateyrarkirkja

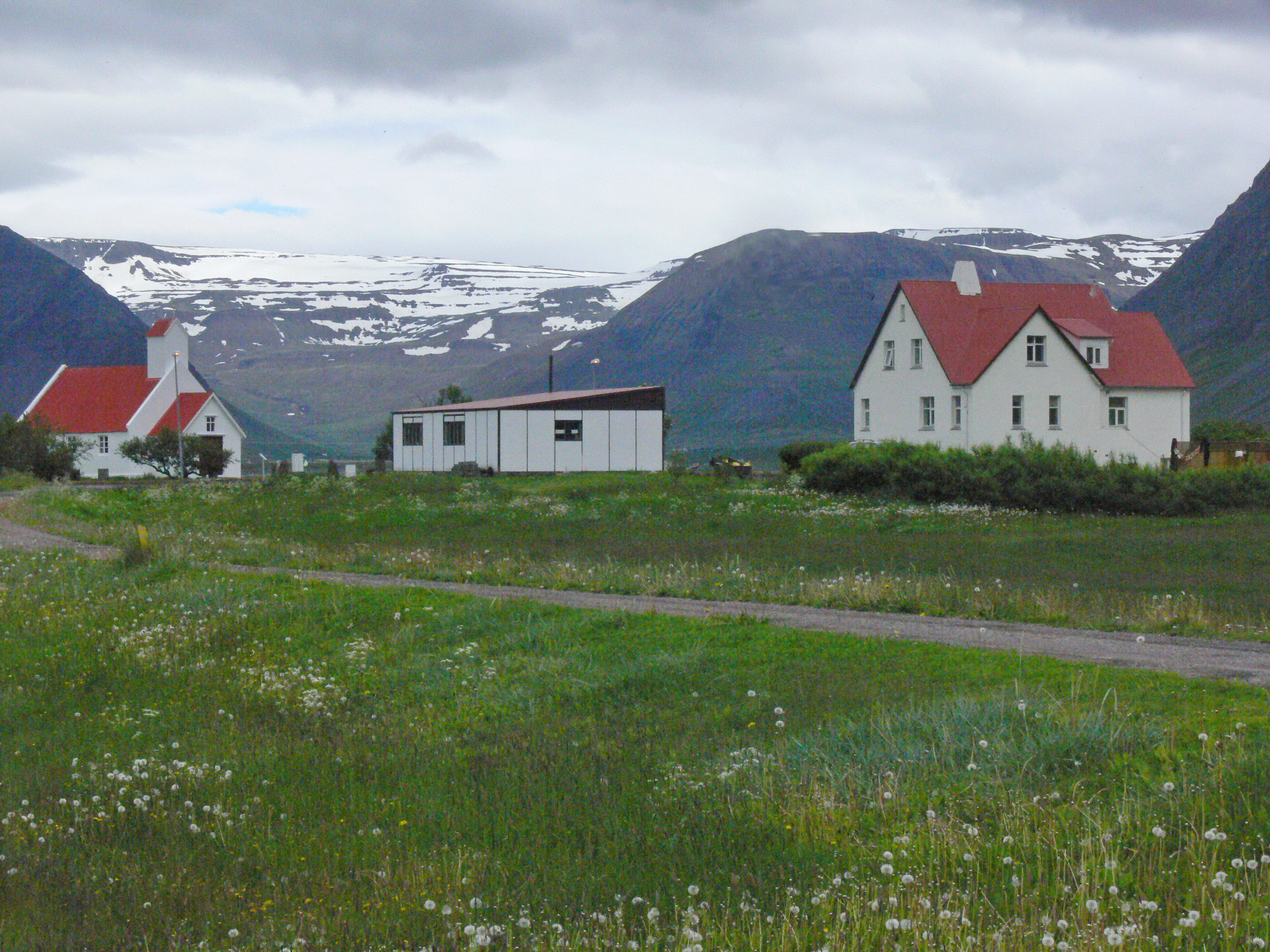
Gehöft Holt mit Holtskirkja

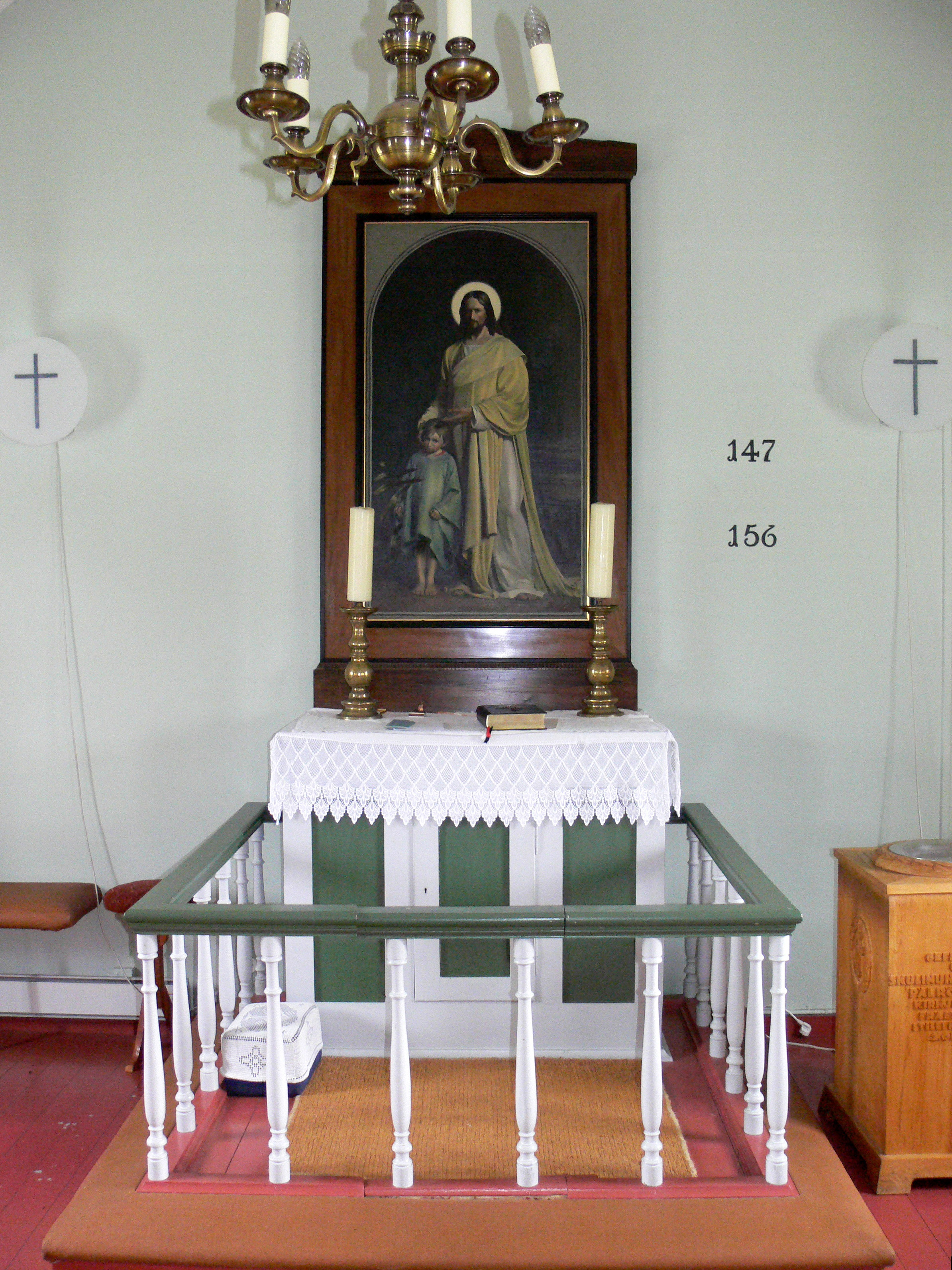
Holtskirkja

Flateyri ist ein Dorf in der Gemeinde Ísafjarðarbær in den Westfjorden von Island.

## Lage
Der Ort liegt am Nordufer des Önundarfjörður auf einer Halbinsel im Fjord und hatte am 1. Januar 2023 190 Einwohner. Der 660 Meter hohe Berg Eyrarfjall überragt den Ort.

## Verkehrsanbindung
Flateyri ist über den Flateyrarvegur  mit dem Vestfjarðavegur  verbunden. 
Vor 1996 war die Verkehrsanbindung besonders im Winter nicht einfach.
Sie erfolgte dann hauptsächlich auf dem Seewege, denn der Pass der Breiðadalsheiði Richtung Ísafjörður galt zu dieser Jahreszeit als schwierig befahrbar.
Danach ist Flateyri durch den insgesamt über 9 km langen Tunnel Vestfjarðagöng, den längsten Tunnel Islands, an die nördlich gelegene Stadt Ísafjörður angeschlossen, welche inzwischen auch zur selben Gemeinde gehört. Nach Süden verbindet Vestfjarðavegur über den Pass der Gemlufallsheiði den Ort mit dem Fischerort Þingeyri am Dýrafjörður.

## Name
Der Name Flateyri bedeutet flache Sandbank und bezieht sich auf dieselbe, auf der das Dorf errichtet wurde. Zahlreiche Orte in den Westfjorden Islands führen eyri im Namen und wurden auf Sandbänken unterhalb der oft sehr steilen Bergwände in den Fjorden errichtet vgl. auch Hesteyri, Þingeyri, Hrafnseyri etc.
Die Sandbank, auf der Flateyri liegt, besteht aus Geschiebemergel und Moränenresten der Eiszeitgletscher und wurde anschließend vom Meer erodiert und weiter geformt.

## Geschichte
Im Jahre 1792 wurde Flateyri als Handelsplatz und Außenstelle des größeren Handelsplatzes Þingeyri gegründet.

### Haifischfang
Erst ca. 100 Jahre später allerdings formte sich ein richtiges Dorf. Dies geschah im Zusammenhang mit der Fischerei, vor allem des Haifischfangs. Wie in anderen Orten an Islands Nord- und Westküste fuhr man in Ruderbooten und kleinen Segelbooten hinaus, um den Grönlandhai zu fangen, der in Island noch heute als besondere Delikatesse gilt. Um 1900 waren daraufhin ca. 200 Menschen in Flateyri ansässig.

### Walfang
Etwa zur selben Zeit, genauer 1889, gründete der Norweger Hans Ellefsen in Flateyri eine Station für Walfang und -verarbeitung. Diese Fabrik brannte jedoch 1901 ab und die Firma wurde daraufhin in die Ostfjorde Islands verlegt.
1912 fing eine deutsche Firma an, Fischverarbeitung auf dem ehemaligen Gelände Ellefsens zu betreiben. Später wurde dies von Isländern übernommen.

### Das Haus des Norwegers H. Ellefsen
Sein großes Haus verkaufte Ellefsen zu dieser Zeit an Hannes Hafstein, Islands ersten internen Regierungschef, damals noch unter dänischer Oberherrschaft. Hannes Hafstein ließ das Haus abreißen, nach Reykjavík transportieren und in der Tjarnargata in Reykjavíks Stadtzentrum wieder aufbauen. Dort steht es noch heute und wird von der jeweiligen isländischen Regierung unter dem Namen Ráðherrabústað für Sitzungen des Ministerrats etc. genutzt.

### Lawinengefahr
Der Winter des Jahres 1995 erwies sich als besonders schneereich. Daraus ergaben sich einige schwere Lawinenunfälle in Island. So löste sich am 26. Oktober 1995 aus dem Eyrarfjall oberhalb des Ortes Flateyri eine große Lawine. Unter ihr wurden 45 Menschen begraben, von denen 25 unter schwierigen Umständen gerettet werden konnten, 20 jedoch starben. Zahlreiche Häuser waren zerstört. Ein Dokumentarfilm von Einar Þór Gunnlaugsson von 2010 über die Ereignisse und die Rettungsaktion erwähnt auch, dass wegen der schwierigen Wetterverhältnisse und Verkehrsanbindung – eine Verbindung nach Ísafjörður durch einen Tunnel gab es noch nicht –, die Leute in Flateyri zunächst 5 Stunden lang auf sich selbst gestellt waren.
Jetzt sollen Lawinenverbauungen weitere Lawinen vom Dorf ableiten. Auf den Verbauungen befindet sich eine Aussichtsplattform.

## Wirtschaft und Dienstleistungen
Der Hafen wurde nach und nach ausgebaut, und die Bewohner von Flateyri leben noch heute hauptsächlich von der Fischerei. Seit sich diese aber immer weniger rentiert, pendeln auch etliche durch den Tunnel nach Ísafjörður zur Arbeit.
In Flateyri gibt es einen Kindergarten und eine Gesamtschule sowie ärztliche Versorgung, Tankstelle, Restaurant, Gästehaus und Sportanlagen mit einem Schwimmbad.

## Kirche
Die Kirche des Ortes wurde 1936 geweiht und besteht aus Beton. Bemerkenswert sind die bunten Glasfenster von Leifur Breiðfjörð. Das Hauptaltargemälde stammt von Brynjólfur Þórðarson. An der Kirche erinnert ein Denkmal an die Opfer der Lawine von 1995.

## Umgebung
Die Holzkirche Holtskirkja steht etwa 6 km südlich von Flateyri auf dem Gehöft Holt. Sie wurde 1869 erbaut und anlässlich ihres hundertjährigen Bestehens umfassend renoviert, wobei auch ein hölzerner Vorbau angefügt wurde.
Nordwestlich davon liegt der Hof Kirkjuból mit der 1886 erbauten Holzkirche Kirkjubólskirkja. Sie misst 7,74 m in der Länge und 4,54 m in der Breite, wurde 1978 renoviert und steht seit 1990 unter Denkmalschutz.
Noch weiter nordwestlich am Önundarfjörður ist auf dem Hof Sæból die Sæbólskirkja sehenswert. Sie wurde am 29. September 1925 geweiht, nachdem der 1858 erbaute Vorgängerbau im Januar 1924  bei einem Unwetter zerstört worden war. Sie war eines der ersten Kirchengebäude, welches der Architekt Guðjón Samúelsson baute, und sie steht seit 2011 unter Denkmalschutz. Das Altargemälde wurde von dem Lehrer und späteren Schulleiter in Núpur, Björn Guðmundsson, gestaltet.

## Söhne und Töchter des Dorfes
- Haukur Angantýsson (1948–2012), Schachspieler